# برايان ك. سافاج
برايان ك. سافاج (بالإنجليزية: Brian K. Savage)‏ هو سياسي أمريكي، ولد في 12 أبريل 1955. حزبياً، نشط في الحزب الجمهوري. وقد انتخب عضو مجلس نواب فيرمونت.